# ジェリー・パーネル
ジェリー・ユージン・パーネル（Jerry Eugene Pournelle, 1933年8月7日 - 2017年9月8日）は、アメリカ合衆国のSF作家。アメリカSF作家協会の元会長。ロサンゼルス在住。

## 作風
ミリタリーSFの第一人者。その経歴による政治や社会を知りつくしたスケールの大きな視野、またそれまで漠然と敵視されてきた「征服し、支配する側」の意外に誠実で苦しい詳細な内情と視点を導入。それらを土台にしたイメージ鮮明な作品で知られる。作品には「コドミニアム（連合国家）」という未来史を舞台にしたものが少なくない。また、ラリイ・ニーヴンと多くの作品を共作している。
晩年のH・ビーム・パイパーと親しく、パイパーの「人類連合」シリーズの設定を使う権利を譲られている。

## 来歴
ルイジアナ州シュリーブボート出身。アイオワ大学を経てワシントン大学で学士号（心理学）、修士号（心理学）、博士号（心理学、政治学）を得たのち、ボーイング社航空宇宙研究所に在籍した。その後、政党の都市選挙、全国選挙のマネージャー、ロサンゼルス市長のアシスタントを経て1971年に作家デビュー。1973年にジョン・W・キャンベル新人賞を受賞している。
1980年、ロバート・A・ハインライン、ポール・アンダースン、ラリー・ニーヴンといったSF作家、学者や宇宙産業の幹部、ダニエル・グレアム退役将軍、宇宙飛行士エドウィン・オルドリンらとともに、有人宇宙飛行の実現に向け、共和党の政権に影響を与えることを目的とした圧力団体「国家宇宙政策市民評議会」を立ち上げた。同会は、レーガン政権の、いわゆる「スター・ウォーズ計画」にも賛同していた。
コンピュータに精通していることでも知られており、アメリカのコンピュータ雑誌「Byte」にコラム『混沌の館にて』を連載、BYTE誌休刊以後もBYTEと提携関係にあった日本のコンピュータ雑誌「日経バイト」にて同連載を継続しており、単行本も刊行されている。日経バイトが休刊した後、『続・混沌の館にて』として日経パソコンオンラインで連載を再開させた。
2017年9月8日、ロサンゼルスの自宅で死去。84歳没。

## 著作リスト
日本語訳された作品のみ挙げた。

### フィクション
- 『宇宙の傭兵たち』 The Mercenary (1977)
- 『アララットの死闘』 West of Honor (1976)
- 『地球から来た傭兵たち』 Janissaries (1979)
- 『地球から来た傭兵たち 2 トラン攻防戦』 Janissaries II: Clan and Crown (1982)（ローランド・グリーンと共著)
- 『地球から来た傭兵たち 3 勝利の嵐』 Janissaries III: Storms of Victory (19827)（ローランド・グリーンと共著)
- 『神の目の小さな塵』 The Mote in God's Eye (1974) (ラリイ・ニーヴンと共著)
- 『神の目の凱歌』 The Gripping Hand (1991) (ラリイ・ニーヴンと共著)
- 『アヴァロンの闇』 The Legacy of Heorot (1987) (ラリイ・ニーヴン、スティーヴン・バーンズと共著)
- 『アヴァロンの戦塵』 Beowulf's Children (1995)  (ラリイ・ニーヴン、スティーヴン・バーンズと共著)
- 『デイヴィット王の宇宙船』 King David's Spaceship (1980)
- 『インフェルノ -SF地獄篇-』 Inferno (1976) (ラリイ・ニーヴンと共著)
- 『悪魔のハンマー』 Lucifer's Hammer (1977) (ラリイ・ニーヴンと共著)
- 『忠誠の誓い』 Oath of Fealty (1982) (ラリイ・ニーヴンと共著)
- 『降伏の儀式』 Footfall (1985)  (ラリイ・ニーヴンと共著)：1989年第20回星雲賞海外長編賞受賞
- 『天使墜落』 Fallen Angels (1991) (ラリイ・ニーヴン、マイクル・フリンと共著) ：1992年プロメテウス賞受賞、1998年第29回星雲賞海外長編賞受賞
- 『新・猿の惑星』 Escape from the Planet of the Apes (1973)：映画ノヴェライズ

### ノンフィクション
- 『ジェリー・パーネルの混沌の館にて - カリスマ・ユーザーが綴るパソコン20年史』